# دانيال ألفاريز لوبيز
دانيال ألفاريز لوبيز (بالإسبانية: Daniel Álvarez López) (22 يوليو 1994 بغوادالاخارا في المكسيك - ) هو لاعب كرة قدم مكسيكي في مركز الهجوم. شارك مع منتخب المكسيك تحت 23 سنة لكرة القدم. أما مع النوادي، فقد لعب مع نادي أطلس ونادي نيكاكسا.

## وصلات خارجية
- دانيال ألفاريز لوبيز على موقع قاعدة بيانات كرة القدم.إي يو (الإنجليزية)
- دانيال ألفاريز لوبيز على موقع Soccerway.com (الإنجليزية)
- دانيال ألفاريز لوبيز على موقع AS.com (الإسبانية)